# Dunávka
Dunávka je potok v okresech Brno-venkov a Brno-město. Délka toku je 15,2 km. Plocha povodí měří 32,37 km².

## Průběh toku
Potok Dunávka pramení u brněnské čtvrti Dvorska, jižně od areálu letiště Brno-Tuřany na katastru Šlapanic. Směr toku je převážně na jihozápad. Protéká přes Dvorska, Sokolnice, Otmarov, Rajhradice a Opatovice.
Dunávka se u obce Blučina vlévá do řeky Litavy na jejím říčním kilometru 2,35.

## Vodohospodářství
Na toku Dunávky mezi Dvorskami a Sokolnicemi se nachází bývalá přírodní památka Žabárník (údolní niva Dunávky kolem závlahové nádrže). Potok také zásobuje soustavu tří vodních nádrží u Opatovic – „Opatovické rybníky“. V období delšího sucha potok na velké části toku zcela vysychá.
Správcem toku je Povodí Moravy, s.p. – závod Dyje.
V roce 2019 podstoupila část potoka u Rajhradic v délce 1,3 km úpravy koryta zaměřené na zkapacitnění toku. Vznikly zde dva zádržné jezy. Akci provedl podnik Povodí Moravy, s.p. nákladem 16,3 mil. Kč.